# 영암 고반재 및 소장 고문서 일괄
영암 고반재 및 소장 고문서 일괄(靈巖 考槃齋 및 所藏 古文書 一括)은 대한민국 전라남도 영암군 서호면에 있는, 강학공간인 고반재와 그 곳에 소장되어 있는 41건의 고문서이다. 2001년 12월 13일 전라남도의 문화재자료 제236호로 지정되었다.

## 개요
강학공간인 고반재와 그 곳에 소장되어 있는 41건의 고문서이다.
고반재는 강명재라로도 불리는데, 원래는 1628년에 밀양김씨 운계 김홍발이 노동에 정착하면서 건립의 계기가 마련되었다고 볼 수 있지만 당시 건조물의 연혁에 대해서는 문헌 자료가 자세하지 않다. 그 뒤 18세기 후반에 강학공간 등 공동체 공간으로 활용되었다. 현재의 건물은 1843년에 지어진 것으로 1936년에는 노동사를 지었고, 1982년에 새로이 고쳐 지어졌다.
고반(考槃)의 의미는〈시경(詩經)〉위풍편(衛風篇)의 '산골짜기 시냇가에 움막을 이룩하니 어진 은자의 마음은 넓도다.'라는 구절에서 따온 것이라 한다.
고반재는 앞면 5칸·옆면 2칸 규모로 앞면에 쪽마루를 두었으며, 지붕은 옆면에서 볼 때 여덟 팔(八)자 모양인 팔작지붕이다. 실의 구성은 좌·우측에 각 1칸의 방과 중앙 3칸은 우물마루를 깔아 강학공간으로 이용하였다. 이 건물은 큼직한 자연석 초석을 둔 다음 원형기둥을 세웠는데, 초석이 건물의 규모와는 대조적으로 아주 큰 초석을 사용했다는 점이 특이하다.
한편, 고반재에는 공신록권 2건, 명문 1매, 교지 23매, 교첩 5건, 첩 2건, 호적단자 7건, 시권 1건 등 모두 7종 41건이 소장되어 있다.
1628년의 매매명문은 가필이 되어 있는 등 보존상태가 좋은 편은 아니지만 전문 판독이 되며, 그 내용은 향촌의 이거과정을 알 수 있는 역사적 의미가 있는 자료로서 향촌사 자료로 가치가 있다.
교지는 23매인데 임진왜란 이전인 1586년 김광후의 무과급제 홍패교지, 19세기의 것이기는 하지만 노직(老職) 가자(加資) 교지와 이에 따른 추증교지(처, 부모, 조부모, 증조부모)도 당시 제도를 이해하는데 자료가 될 만하다. 그리고 임란기(1592년 7월)에 발급된 교첩 역시 흔치 않는 자료이다.

## 참고 문헌
- 영암고반재및소장고문서일괄 - 국가유산청 국가유산포털
- 영암고반재및소장고문서일괄[깨진 링크(과거 내용 찾기)] - 영암군 문화관광